# Herbert Gajewski
Herbert Gajewski (* 13. Juli 1939 in Berlin; † 11. Dezember 2019 ebenda) war ein deutscher Mathematiker.

## Leben
Gajewski wurde in Berlin als Sohn eines Ofensetzers geboren und wuchs im Stadtbezirk Berlin-Prenzlauer Berg auf. Zunächst wollte er Handwerker werden, dann Lehrer. Beim Aufnahmegespräch in der Universität wurde er aber zu einem Mathematikstudium überredet. Gajewski studierte bis 1962 Mathematik an der Humboldt-Universität zu Berlin. Nach dem Studium begann er seine Arbeit am „Institut für Mathematik und Mechanik“ der Akademie der Wissenschaften der DDR (später: Zentralinstitut für Mathematik und Mechanik, ZIMM, ab 1992: Weierstraß-Institut für Angewandte Analysis und Stochastik, WIAS). Hier forschte er an der Optimierung chemischer Reaktionen. Seine Ergebnisse wurden im Chemiewerk Schwedt für die Optimierung der Paraffinextraktion und der Herstellung von Waschmitteln aus Erdöl angewendet.
Gajewski wurde 1966 bei Kurt Schröder mit einer Arbeit zum Thema Über einige konstruktive Näherungsverfahren in der nichtlinearen Elastizitäts- und Plastizitätstheorie promoviert. 1970 habilitierte Gajewski sich mit einer Arbeit zum Thema Über direkte Methoden zur Lösung nichtlinearer Variationsaufgaben und ihre Anwendung auf Probleme der Plastizitätstheorie.
1977 wurde Gajewski Akademieprofessor am Mathematikinstitut der AdW der DDR.
Gajewski war mit seiner Arbeitsgruppe an der Entwicklung der Mikroelektronik in der DDR beteiligt. Die Bewegungen der geladenen Teilchen im elektrischen Feld ließen sich ähnlich wie die chemischen Vorgänge mit den sogenannten Drift-Diffusions-Gleichungen modellieren. Der Gruppe um Gajewski gelang es, diese Gleichungen zu analysieren und Algorithmen zu ihrer Lösung zu entwickeln. Auch für Anwendungen in der Medizin sind diese Untersuchungen von Nutzen. Wenn man Körperteile statt mit Röntgenstrahlen mit Laserstrahlen durchleuchtet, entstehen wenig kontrastreiche Bilder. Mithilfe der Drift-Diffusions-Gleichungen kann man diesen Bildern zu stärkerem Kontrast verhelfen.
Nach der Wende, 1989, fand im April 1990 unter den Mitarbeitern des WIAS eine Vertrauensabstimmung über die Institutsleitung statt. Bei dieser Abstimmung wurde der bisherige Direktor Klaus Matthes weiterhin zum Institutsdirektor bestimmt. Gajewski wurde zu seinem Stellvertreter gewählt. Er löste Heinz Ahrens ab, der vorher viele Jahre stellvertretender Institutsdirektor gewesen war.
Später wurde Gajewski die Leitung des WIAS kommissarisch übertragen. Dieses Amt nahm er bis September 1993 wahr. 2004 wurde er emeritiert.

## Forschungsthemen
Gajewskis Forschungsschwerpunkte lagen auf dem Gebiet der angewandten Analysis, der nichtlinearen Operatorgleichungen, der nichtlinearen Operatordifferentialgleichungen und Verfahren zu ihrer Lösung.
Unter Rektor Kurt Erich Schröder kam Arno Langenbach, Schüler von Solomon Grigorjewitsch Michlin und Sergei Lwowitsch Sobolew, an die Humboldt-Universität. Gegen den Widerstand der reinen Mathematiker führte dieser die angewandte Analysis in Sobolev-Räumen ein. Gajewski zusammen mit Konrad Gröger nutzten die Sobolev- und Hilbertraum-Theorie in ihrer Forschung und entwickelten sie.
Gajewski leitete bis 2004 die Forschungsgruppe Partielle Differentialgleichungen und bis 2005 die Forschungsgruppe Partielle Differentialgleichungen und Variationsgleichungen.

## Mitgliedschaften
Von 13. Juni 1985 bis 7. Juli 1992 war Gajewski Korrespondierendes Mitglied der Akademie der Wissenschaften der DDR (seit 1. August 1992: Berlin-Brandenburgische Akademie der Wissenschaften).

## Ehrungen
1972 erhielt Gajewski den Nationalpreises der DDR II. Klasse für Wissenschaft und Technik für seine beispielgebenden Leistungen bei der mathematischen Modellierung und Optimierung von modernen Stofftrennverfahren auf der Basis von Adsorptions- und Desorptionsvorgängen.
1993 wurde Gajewski der Karl Heinz Beckurts-Preis verliehen. Bei der Preisverleihung wurde gewürdigt, dass Gajewski Techniken zur mathematischen Modellierung, zur analytischen Behandlung und zur numerischen Simulation von naturwissenschaftlichen und technischen Prozessen entwickelte. Diese Techniken können in der Wissenschaft und in der Industrie eingesetzt werden, um elektronische Bauelemente zu entwerfen.

## Veröffentlichungen
- Herbert Gajewski, Jens André Griepentrog, Alexander Mielke, J. Beuthan, U. Zabarylo, O. Minet: Bildsegmentation zur Untersuchung von Streulichtbildern bei der laseroptischen Diagnose von rheumatoider Arthritis, Mathematics – Key Technology for the Future, W. JÄGER, H.-J. KREBS, eds., Springer, Heidelberg, 2008, english version “Image Segmentation for the Investigation of Scattered-Light Images when Laser-Optically Diagnosing Rheumatoid Arthritis”, S. 149–161. online
- Herbert Gajewski, Igor V. Skrypnik: On unique solvability of nonlocal drift-diffusion type problems, Nonlinear Anal., 56 (2004) S. 803–830. online
- Herbert Gajewski, Hans-Christoph Kaiser, Hartmut Langmach, Reiner Nürnberg, Rainer H. Richter: Mathematical modeling and numerical simulation of semiconductor detectors, Mathematics – Key Technology for the Future. Joint Projects Between Universities and Industry, W. Jaeger, H.-J. Krebs, Hrsg., Springer-Verlag Berlin Heidelberg, 2003, S. 355–364 online
- Herbert Gajewski, Konrad Gröger: Reaction-diffusion processes of electrically charged species, Math. Nachr., 177 (1996), S. 109–130. (online)
- Herbert Gajewski, Konrad Gröger: On the basic equations for carrier transport in semiconductors, 	Berlin : Inst., Akad., 1984.
- Herbert Gajewski, Konrad Gröger, Klaus Zacharias: Nichtlineare Operatorgleichungen und Operatordifferentialgleichungen, Berlin, Akad.-Verl., 1974
- Herbert Gajewski, Reinhard Kluge: Projektionsverfahren bei nichtlinearen Variationsungleichungen, 1970, doi:10.1002/mana.19700460128